# Пьяцца Претория

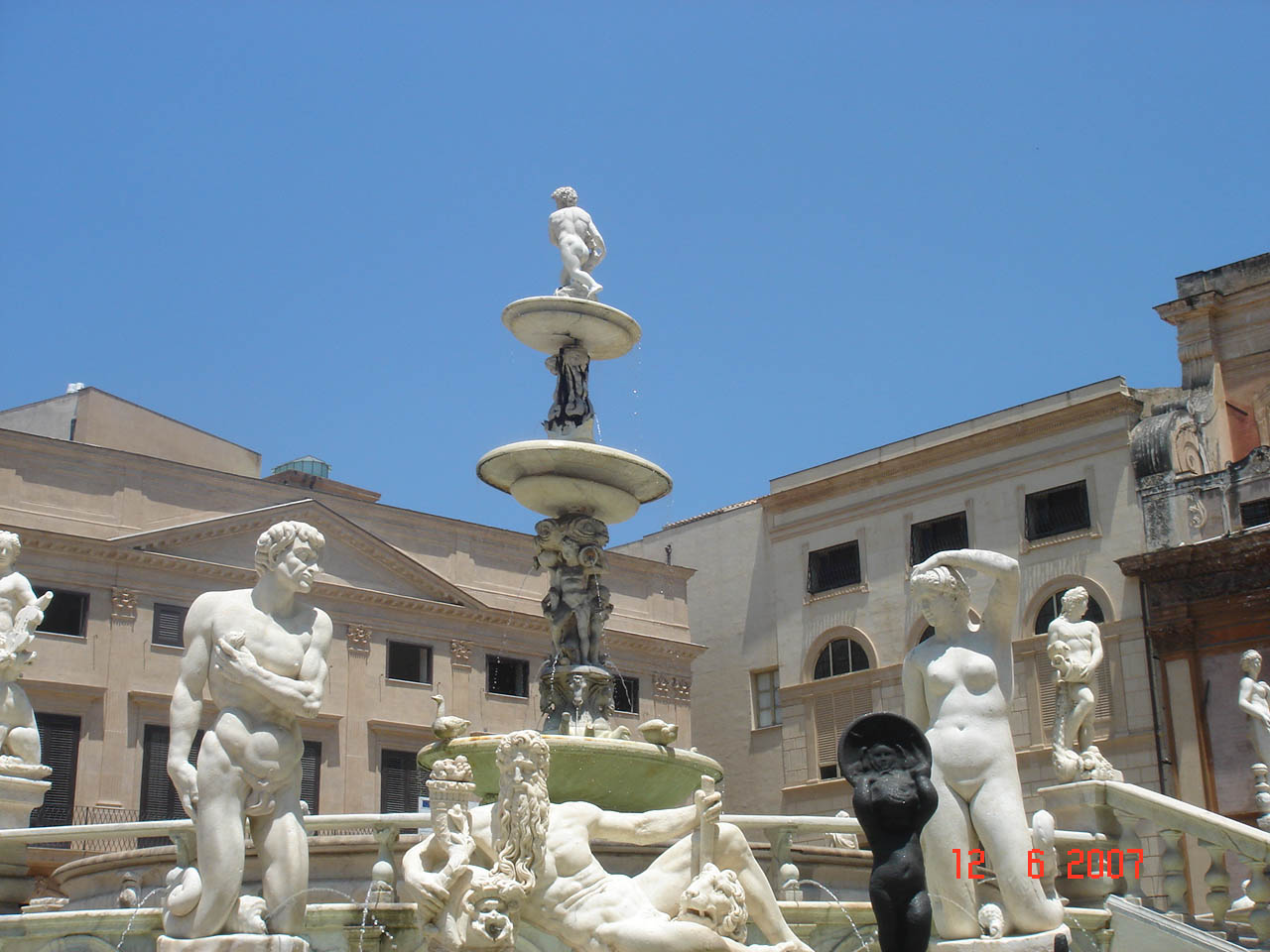
Пьяцца Претория

Пьяцца Претория — одна из центральных площадей Палермо, расположенная по оси улицы Македа к востоку от Кватро Канти. На площади расположен живописный ансамбль в стиле барокко с монументальным фонтаном в стиле маньеризма.
Три из четырёх сторон площади образованы памятниками архитектуры стиля барокко — церкви Санта-Катарина, Сан-Джузеппе-деи-Театини (обе XVII века) и палаццо Преторио. Последнее здание дало название площади. Палаццо Преторио было построено в 1463 году и значительно перестроено в стиле барокко в XVII веке. Дворец первоначально предназначался для палермитанского Сената (отсюда второе название — Палаццо Сенаторио), а с XIX века здесь размещается городская мэрия.
Центральную часть площади занимает грандиозный фонтан, представляющий собой композицию из ряда бассейнов разных размеров, окружённых статуями мифологических персонажей, аллегорий, животных и фантастических монстров. Большинство человеческих фигур изображены обнажёнными, что для благочестивых жителей Палермо стало шоком, отчего фонтан в народе называется «фонтаном стыда».
Фонтан Претория был сооружён в 1554-1555 флорентийским маньеристом Франческо Камильяни для тосканской резиденции Педро Толедского, испанского вице-короля Неаполя и Сицилии. После смерти владельца его сын продал фонтан городу Палермо за 30 тысяч эскудо. В 1574 году фонтан был разобран на 644 части, перевезён из Тосканы в Палермо и вновь собран под наблюдением сына своего создателя Камилло Камильяни.